# Ruxandra Dragomirová
Ruxandra Dragomirová, provdaná Ilie (* 24. října 1972 Pitești) je bývalá rumunská tenistka. Profesionálkou byla od roku 1990 do roku 2005. Hrála pravou rukou s jednoručním bekhendem.
V roce 1990 vyhrála s Irinou Spîrleaovou čtyřhru juniorek na French Open. Jejím nejvyšším postavením na žebříčku bylo patnácté místo ve dvouhře a jednadvacáté místo ve čtyřhře. Získala čtyři singlové a pět deblových titulů na WTA Tour a sedm singlových a osm deblových titulů na okruhu ITF. V roce 1997 byla čtvrtfinalistkou dvouhry na French Open. Zúčastnila se olympijských her v letech 1992, 1996 a 2000.
Po ukončení aktivní kariéry byla nehrající kapitánkou fedcupového týmu Rumunska a předsedkyní Rumunské tenisové federace.